# Gunnar Bolin (arkivman)
Erik Gunnar Bolin, född 5 februari 1883 i Stockholm, död där 18 december 1947, var en svensk arkivman.
Gunnar Bolin var son till grosshandlaren Lars Erik Bolin. Han blev filosofie kandidat vid Uppsala universitet 1909, filosofie licentiat vid Stockholms högskola 1928 och filosofie doktor där 1933. Bolins efterforskningar gällde främst Stockholms stads historia. Efter anställning vid Uppsala landsarkiv 1910-1911 blev han extraordinarie amanuens vid Stockholms stads arkiv och bibliotek 1912, tillförordnad föreståndare där 1915 och var arkivarie och chef där 1916-1929. Vid omorganisationen av Stockholms arkivväsen blev han arkivföreståndare vid Stockholms stadsarkiv 1930 och förste arkivarie där 1935. Bolin publicerade ett flertal uppsatser i Samfundet S:t Eriks årsbok, bland annat Johan III:s högskola å Gråmunkeholmen (del I 1912, del II 1918) och Namnet Stockholm och Stockholms uppkomst (1921). Bland hans andra arbeten märks Till dateringen av Erikskrönikan (1927), doktorsavhandlingen Stockholms uppkomst (1933), Nya bidrag till Lucidors biografi (1934), I Stockholm på historisk mark (1937) och Lucidor som student i Greifswald och Leipzig (1939). Han deltog även i utgivandet av Stockholmsbilder från fem århundraden (1923), Djurgården förr och nu (1925), Bellmansällskapets Bellmanupplaga 1925-1935 och medarbetade i Svenska folket genom tiderna (1939).